# Waschhaus (Saint-Cyr-en-Arthies)

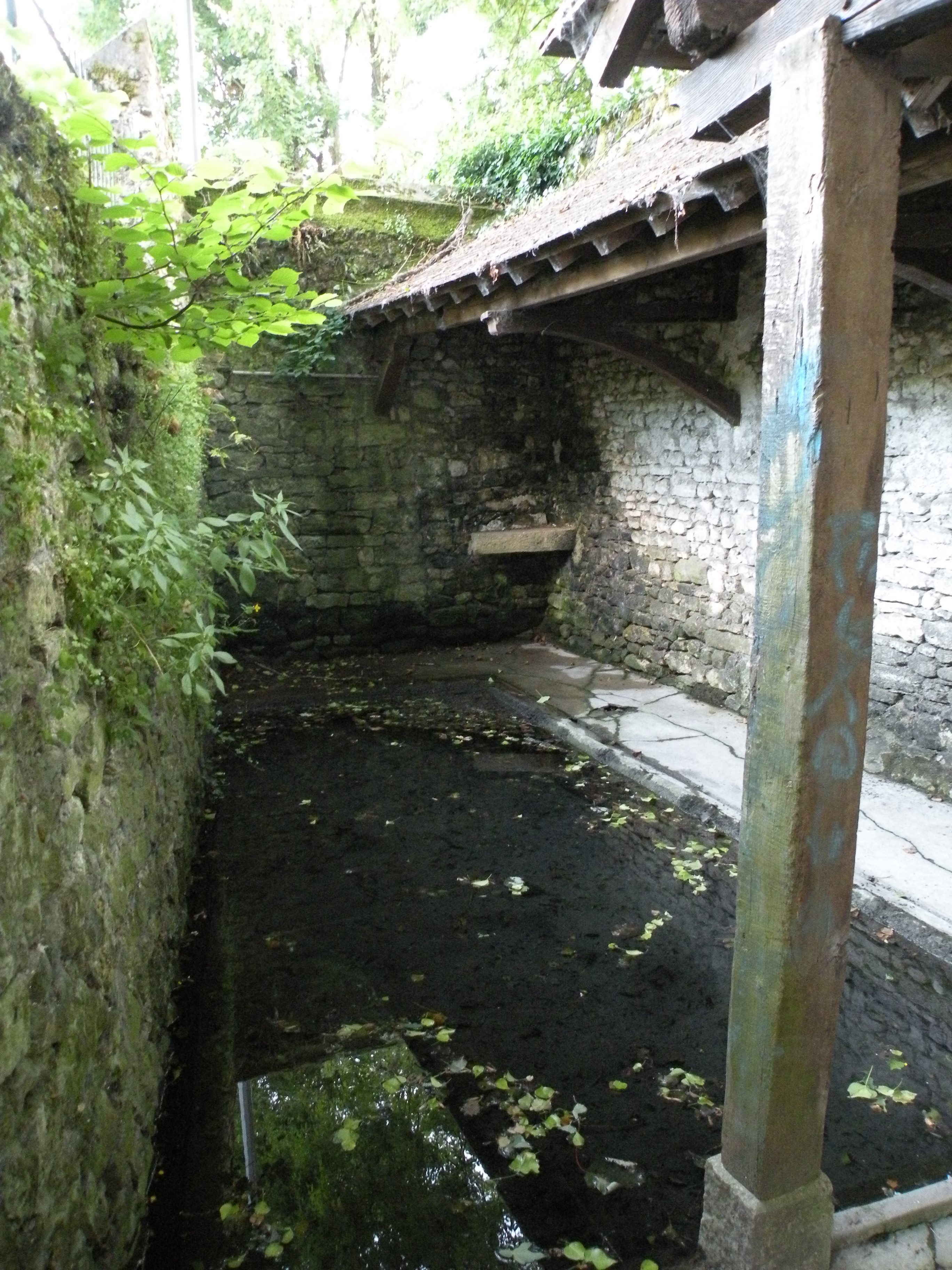
Waschhaus in Saint-Cyr-en-Arthies

Das Waschhaus (französisch lavoir) in Saint-Cyr-en-Arthies, einer französischen Gemeinde im Département Val-d’Oise in der Region Île-de-France, wurde im 19. Jahrhundert errichtet. 
Das öffentliche Waschhaus mit Pultdach wurde aus Bruchsteinmauerwerk errichtet und besitzt zwei unterschiedlich große Wasserbecken. Das eine dient zum Waschen und das andere zum Klarspülen.